# Тиц, Гуго Ионатанович
Гуго (Хуго) Ионатанович Тиц (1910—1986, Москва) — советский певец (баритон), вокальный педагог, профессор Московской консерватории. Заслуженный деятель искусств РСФСР (1980).

## Биография
Учился в Музыкальном училище имени Гнесиных в классе профессора Гектора Гандольфи. Окончил училище в 1934 году. Продолжил образование у профессора Назария Райского в Московской консерватории, которую окончил в 1940 году. С 1940 года работал на Всесоюзном радио. В 1945 году окончил аспирантуру Московской консерватории и начал работу преподавателем вокала в Музыкальном училище при Московской консерватории, затем перешёл на работу в консерваторию, где в 1957 году возглавил вокальный факультет. С 1963 года также руководил вокальным отделением Музыкального училища при Московской консерватории.
Как исполнитель Гуго Тиц работал с широким диапазоном произведений разных школ и стилей. Помимо выступлений на радио, участвовал в концертах в Москве, выезжал с гастролями в другие города. В радиопостановках исполнял партии Фредерика в опере «Лакме» Делиба, Марселя в опере «Богема» Пуччини.
Неоднократно входил в члены жюри международных вокальных конкурсов, включая конкурс имени П. И. Чайковского.
В педагогической деятельности продолжил традиции, заложенные в России его учителем, Гектором Гандольфи. Активно вёл методическую и научную работу, выступая с докладами и разрабатывая учебные пособия для вокалистов. Проводил открытые уроки в СССР и за рубежом. Был членом Научно-методического совета по вокальному образованию при Министерстве культуры СССР.
Среди учеников Гуго Тица — народные артисты России Пётр Глубокий, Алексей Мартынов, Алексей Мочалов, Пётр Скусниченко, Владимир Чернов; народный артист Украины Николай Коваль; заслуженные артисты РСФСР Денис Королёв, Матвей Лобанов, Лев Морозов; заслуженный артист России Мовсар Минцаев; заслуженный артист Белорусской ССР Александр Рудковский; эстрадный певец Юлий Слободкин.
Похоронен на Введенском кладбище (17 уч.).

## Награды
- заслуженный деятель искусств РСФСР (1980)[5]
- орден «Знак Почёта» (14.10.1966)